# Нагвабо (Порторико)
Нагвабо (шп. Naguabo) је општина у америчкој острвској територији Порторико, острвској држави Кариба.

## Демографија
По попису из 2010. године број становника је 26.720, што је 2.967 (12,5%) становника више него 2000. године.
| Група             | 2000.          | 2010.          |
| Белци             | 163 (0,7%)     | 143 (0,5%)     |
| Афроамериканци    | 2.523 (10,6%)  | 4.240 (15,9%)  |
| Азијати           | 63 (0,3%)      | 50 (0,2%)      |
| Хиспаноамериканци | 23.510 (99,0%) | 26.512 (99,2%) |
| Укупно            | 23.753         | 26.720         |